# Carangoides orthogrammus
Carangoides orthogrammus là một loài cá thuộc họ Cá khế. Loài này phân bố rộng khắp ở đại dương xa bờ. Đây là loài cá phổ biến khắp các vùng nhiệt đới của Ấn Độ và Thái Bình Dương, phạm vi phân bố từ Mozambique và Seychelles ở phía tây Hawaii và quần đảo Revillagigedo ở trung và đông Thái Bình Dương. Loài này là gần như hoàn toàn không hiện diện ở thềm lục địa mà sống ở các đảo ngoài khơi, nơi nó được tìm thấy trong đầm phá và rạn san hô. Nó là một con cá khá lớn, chiều dài tối đa ghi nhận được là 75 cm và 6,6 kg cân nặng. Nó săn bắt một loạt của các loài cá nhỏ và giáp xác. Nó có tầm quan trọng trung bình đối với ngành thủy sản trong suốt phạm vi phân bố.